# Севилья (женский футбольный клуб)
Же́нский футбо́льный клуб «Севи́лья» (исп. Sevilla Fútbol Club Femenino) — испанский женский футбольный клуб, основанный в 2008 году. Женская секция клуба «Севилья».

## История
В 2004 году «Севилья» подписала контракт о сотрудничестве с клубом женской Суперлиги «Хиспалис». Оставаясь независимым клубом «Хиспалис» следующие три сезона играл на тренировочных базах «Севильи», используя своё название, форму и эмблему. Результаты команды значительно улучшились и в 2006 году они заняли второе место в Суперлиге, уступив «Эспаньолу» по дополнительным показателям.
Результаты «Хиспалиса» упали также быстро, как и поднялись, и в 2008 году клуб занял последнее место в Суперлиге и вылетел во второй дивизион.